# Meitantei Conan: Konjō no first
Meitantei Conan: Konjō no first (jap. 名探偵コナン 紺青の拳 Meitantei Konan: Konjō no Fisuto, ang. Detective Conan: The Fist of Blue Sapphire) – japoński film anime wyprodukowany w 2019 roku, dwudziesty trzeci film z serii Detektyw Conan. Piosenką przewodnią filmu była „BLUE SAPPHIRE”, śpiewana przez Hiroomi Tosakę. Akcja filmu rozgrywa się w Singapurze w Marina Bay Sands.
Film miał swoją premierę 12 kwietnia 2019 roku w Japonii przynosząc łączny dochód 9,18 mld jenów, znalazł się na drugiej pozycji na liście najbardziej dochodowych japońskich filmów.

## Obsada
- Minami Takayama – Conan Edogawa/Arthur Hirai
- Wakana Yamazaki – Ran Mōri
- Rikiya Koyama – Kogorō Mōri
- Kappei Yamaguchi – Shin’ichi Kudō i Kaito Kid
- Ken’ichi Ogata – profesor Hiroshi Agasa
- Megumi Hayashibara – Ai Haibara
- Yukiko Iwai – Ayumi Yoshida
- Ikue Ōtani – Mitsuhiko Tsuburaya
- Wataru Takagi – Genta Kojima
- Naoko Matsui – Sonoko Suzuki
- Nobuyuki Hiyama – Makoto Kyōgoku
- Ikusaburo Yamazaki – Leon Lowe
- Mayuko Kawakita – Rechel Cheong
- Ryan Drees – Hezli Jamaluddin
- Jeff Manning – Zhon Han Chen
- Yū Asakawa – Sherilyn Tan
- Hiroki Takahashi – Reijirō Nakatomi
- Charles Glover – Mark Aidan
- Yūki Kaji i Dominic Allen (angielski) – Rishi Ramanathan
- Kurt Common – Eugene Lim

i inni